# US Open 2024 - Doppio ragazze
Il doppio ragazze del torneo di tennis professionistico US Open 2024, facente parte della categoria Grande Slam nell'ambito dell'ITF Junior Circuit, si è giocato dal 2 al 7 settembre 2024 allo USTA Billie Jean King National Tennis Center, a New York negli Stati Uniti.
Mara Gae e Anastasiia Gureva erano le campionesse in carica, ma non hanno preso parte perché non più eleggibili per superamento limite età.
Malak El Allami e Emily Sartz-Lunde hanno sconfitto in finale Julie Paštiková e Julia Stusek con il punteggio di 6-2, 4-6, [10-6].

## Teste di serie
1. Iva Ivanova /  Jeline Vandromme (quarti di finale, ritirate)
2. Emerson Jones /  Vittoria Paganetti (primo turno)
3. Alena Kovačková /  Wakana Sonobe (primo turno)
4. Rositsa Dencheva /  Elizara Yaneva (primo turno)

1. Mika Stojsavljevic /  Mingge Xu (quarti di finale)
2. Yelyzaveta Kotliar /  Monika Stankiewicz (secondo turno)
3. Joy de Zeeuw /  Hannah Klugman (semifinale)
4. Luna María Cinalli /  Mayu Crossley (primo turno)

## Tabellone

### Legenda
| - Q = Qualificato - WC = Wild card - LL = Lucky loser | - ALT = Alternate - SE = Special Exempt - PR = Protected Ranking | - w/o = Walkover - r = Ritirato - d = Squalificato |

### Parte finale
|  | Semifinali | Semifinali                        | Semifinali                        | Semifinali | Semifinali |  |  | Finale | Finale                            | Finale | Finale | Finale |  |
|  |            |                                   |                                   |            |            |  |  |        |                                   |        |        |        |  |
|  |            | Tereza Krejčová Eliska Ticháčková | Tereza Krejčová Eliska Ticháčková | 3          | 4          |  |  |        |                                   |        |        |        |  |
|  |            | Malak El Allami Emily Sartz-Lunde | Malak El Allami Emily Sartz-Lunde | 6          | 6          |  |  |        | Malak El Allami Emily Sartz-Lunde | 6      | 4      | [10]   |  |
|  |            | Julie Paštiková Julia Stusek      | 1                                 | 6          | [10]       |  |  |        | Julie Paštiková Julia Stusek      | 2      | 6      | [6]    |  |
|  | 7          | Joy de Zeeuw Hannah Klugman       | 6                                 | 0          | [5]        |  |  |        |                                   |        |        |        |  |

### Parte alta
|  | Primo turno | Primo turno                           | Primo turno                      | Primo turno | Primo turno |  |  | Secondo turno | Secondo turno             | Secondo turno             | Secondo turno           | Secondo turno           |                         |     | Quarti di finale | Quarti di finale          | Quarti di finale        | Quarti di finale          | Quarti di finale          |                           |                           | Semifinale | Semifinale | Semifinale | Semifinale | Semifinale |  |
|  |             |                                       |                                  |             |             |  |  |               |                           |                           |                         |                         |                         |     |                  |                           |                         |                           |                           |                           |                           |            |            |            |            |            |  |
|  | 1           | Iva Ivanova Jeline Vandromme          | Iva Ivanova Jeline Vandromme     | 6           | 7           |  |  |               |                           |                           |                         |                         |                         |     |                  |                           |                         |                           |                           |                           |                           |            |            |            |            |            |  |
|  |             | Olivia Carneiro Mia Pohánková         | Olivia Carneiro Mia Pohánková    | 3           | 5           |  |  | 1             | I Ivanova J Vandromme     | I Ivanova J Vandromme     | 6                       | 6                       |                         |     |                  |                           |                         |                           |                           |                           |                           |            |            |            |            |            |  |
|  |             | Reina Goto Lea Nilsson                | 3                                | 6           | [6]         |  |  |               | A Penickova K Penickova   | A Penickova K Penickova   | 2                       | 4                       |                         |     |                  |                           |                         |                           |                           |                           |                           |            |            |            |            |            |  |
|  |             | Annika Penickova Kristina Penickova   | 6                                | 1           | [10]        |  |  |               |                           |                           |                         |                         |                         |     | 1                | I Ivanova J Vandromme     | I Ivanova J Vandromme   | I Ivanova J Vandromme     |                           |                           |                           |            |            |            |            |            |  |
|  |             | Tereza Krejčová Eliška Ticháčková     | 6                                | 1           | [10]        |  |  |               |                           |                           | T Krejčová E Ticháčková | T Krejčová E Ticháčková | T Krejčová E Ticháčková | w/o |                  |                           |                         |                           |                           |                           |                           |            |            |            |            |            |  |
|  |             | Charo Esquiva Bañuls Laima Vladson    | 2                                | 6           | [7]         |  |  |               | T Krejčová E Ticháčková   | T Krejčová E Ticháčková   | 6                       | 6                       |                         |     |                  |                           |                         |                           |                           |                           |                           |            |            |            |            |            |  |
|  | WC          | Welles Newman Margaret Sohns          | 3                                | 6           | [10]        |  |  | 6             | Y Kotliar M Stankiewicz   | Y Kotliar M Stankiewicz   | 4                       | 3                       |                         |     |                  |                           |                         |                           |                           |                           |                           |            |            |            |            |            |  |
|  | 6           | Yelyzaveta Kotliar Monika Stankiewicz | 6                                | 2           | [12]        |  |  |               |                           |                           |                         |                         |                         |     |                  | T Krejčová E Ticháčková   | T Krejčová E Ticháčková | T Krejčová E Ticháčková   | T Krejčová E Ticháčková   |                           |                           |            |            |            |            |            |  |
|  | 3           | Alena Kovačková Wakana Sonobe         | 2                                | 6           | [7]         |  |  |               |                           |                           |                         |                         |                         |     |                  |                           |                         | M El Allami E Sartz-Lunde | M El Allami E Sartz-Lunde | M El Allami E Sartz-Lunde | M El Allami E Sartz-Lunde |            |            |            |            |            |  |
|  |             | Malak El Allami Emily Sartz-Lunde     | 6                                | 2           | [10]        |  |  |               | M El Allami E Sartz-Lunde | M El Allami E Sartz-Lunde | 7                       | 6                       |                         |     |                  |                           |                         |                           |                           |                           |                           |            |            |            |            |            |  |
|  | WC          | Claire An Shannon Lam                 | Claire An Shannon Lam            | 7           | 7           |  |  | WC            | C An S Lam                | C An S Lam                | 65                      | 3                       |                         |     |                  |                           |                         |                           |                           |                           |                           |            |            |            |            |            |  |
|  |             | Maya Iyengar Sonja Zhiyenbayeva       | Maya Iyengar Sonja Zhiyenbayeva  | 62          | 60          |  |  |               |                           |                           |                         |                         |                         |     |                  | M El Allami E Sartz-Lunde | 7                       | 2                         | [10]                      |                           |                           |            |            |            |            |            |  |
|  | WC          | Monika Ekstrand Mia Slama             | 6                                | 3           | [5]         |  |  |               |                           | 5                         | M Stojsavljevic M Xu    | 5                       | 6                       | [8] |                  |                           |                         |                           |                           |                           |                           |            |            |            |            |            |  |
|  |             | Jang Ga-eul Gloriana Goreti Nahum     | 4                                | 6           | [10]        |  |  |               | G-e Jang GG Nahum         | G-e Jang GG Nahum         | 65                      | 5                       |                         |     |                  |                           |                         |                           |                           |                           |                           |            |            |            |            |            |  |
|  |             | Lilli Tagger Vendula Valdmannová      | Lilli Tagger Vendula Valdmannová | 64          | 4           |  |  | 5             | M Stojsavljevic M Xu      | M Stojsavljevic M Xu      | 7                       | 7                       |                         |     |                  |                           |                         |                           |                           |                           |                           |            |            |            |            |            |  |
|  | 5           | Mika Stojsavljevic Mingge Xu          | Mika Stojsavljevic Mingge Xu     | 7           | 6           |  |  |               |                           |                           |                         |                         |                         |     |                  |                           |                         |                           |                           |                           |                           |            |            |            |            |            |  |

### Parte bassa
|  | Primo turno | Primo turno                            | Primo turno                            | Primo turno | Primo turno |  |  | Secondo turno        | Secondo turno               | Secondo turno               | Secondo turno        | Secondo turno        |    |   | Quarti di finale     | Quarti di finale     | Quarti di finale     | Quarti di finale     | Quarti di finale     |                      |                      | Semifinale | Semifinale | Semifinale | Semifinale | Semifinale |  |
|  |             |                                        |                                        |             |             |  |  |                      |                             |                             |                      |                      |    |   |                      |                      |                      |                      |                      |                      |                      |            |            |            |            |            |  |
|  | 8           | Luna María Cinalli Mayu Crossley       | Luna María Cinalli Mayu Crossley       | 0           | 68          |  |  |                      |                             |                             |                      |                      |    |   |                      |                      |                      |                      |                      |                      |                      |            |            |            |            |            |  |
|  |             | Julie Paštiková Julia Stusek           | Julie Paštiková Julia Stusek           | 6           | 7           |  |  | J Paštiková J Stusek | J Paštiková J Stusek        | J Paštiková J Stusek        | 6                    | 6                    |    |   |                      |                      |                      |                      |                      |                      |                      |            |            |            |            |            |  |
|  |             | Thea Frodin Valerie Glozman            | 3                                      | 6           | [10]        |  |  | T Frodin V Glozman   | T Frodin V Glozman          | T Frodin V Glozman          | 3                    | 2                    |    |   |                      |                      |                      |                      |                      |                      |                      |            |            |            |            |            |  |
|  |             | Anna María Fedotova Yuliya Perapekhina | 6                                      | 4           | [4]         |  |  |                      |                             |                             |                      |                      |    |   | J Paštiková J Stusek | J Paštiková J Stusek | J Paštiková J Stusek | 7                    | 6                    |                      |                      |            |            |            |            |            |  |
|  |             | Julieta Pareja Akasha Urhobo           | Julieta Pareja Akasha Urhobo           | 6           | 6           |  |  |                      |                             | VL Barros T Kostović        | VL Barros T Kostović | VL Barros T Kostović | 63 | 4 |                      |                      |                      |                      |                      |                      |                      |            |            |            |            |            |  |
|  |             | Kanon Sawashiro Hikari Yamamoto        | Kanon Sawashiro Hikari Yamamoto        | 2           | 2           |  |  | J Pareja A Urhobo    | J Pareja A Urhobo           | J Pareja A Urhobo           | 1                    | 2                    |    |   |                      |                      |                      |                      |                      |                      |                      |            |            |            |            |            |  |
|  |             | Victória Luiza Barros Teodora Kostović | Victória Luiza Barros Teodora Kostović | 6           | 6           |  |  | VL Barros T Kostović | VL Barros T Kostović        | VL Barros T Kostović        | 6                    | 6                    |    |   |                      |                      |                      |                      |                      |                      |                      |            |            |            |            |            |  |
|  | 4           | Rositsa Dencheva Elizara Yaneva        | Rositsa Dencheva Elizara Yaneva        | 4           | 4           |  |  |                      |                             |                             |                      |                      |    |   |                      | J Paštiková J Stusek | J Paštiková J Stusek | J Paštiková J Stusek | J Paštiková J Stusek |                      |                      |            |            |            |            |            |  |
|  | 7           | Joy de Zeeuw Hannah Klugman            | Joy de Zeeuw Hannah Klugman            | 6           | 6           |  |  |                      |                             |                             |                      |                      |    |   |                      |                      | 7                    | J de Zeeuw H Klugman | J de Zeeuw H Klugman | J de Zeeuw H Klugman | J de Zeeuw H Klugman |            |            |            |            |            |  |
|  |             | Noemi Basiletti Gaia Maduzzi           | Noemi Basiletti Gaia Maduzzi           | 3           | 2           |  |  | 7                    | J de Zeeuw H Klugman        | J de Zeeuw H Klugman        | 6                    | 6                    |    |   |                      |                      |                      |                      |                      |                      |                      |            |            |            |            |            |  |
|  |             | Kaitlyn Rolls Sonja Zhenikhova         | Kaitlyn Rolls Sonja Zhenikhova         | 3           | 4           |  |  | WC                   | K Fakih A Hamilton          | K Fakih A Hamilton          | 3                    | 2                    |    |   |                      |                      |                      |                      |                      |                      |                      |            |            |            |            |            |  |
|  | WC          | Kate Fakih Alanis Hamilton             | Kate Fakih Alanis Hamilton             | 6           | 6           |  |  |                      |                             |                             |                      |                      |    |   | 7                    | J de Zeeuw H Klugman | J de Zeeuw H Klugman | 6                    | 6                    |                      |                      |            |            |            |            |            |  |
|  |             | Asylzhan Arystanbekova Ksenia Efremova | Asylzhan Arystanbekova Ksenia Efremova | 4           | 4           |  |  |                      |                             |                             | C Jauffret C McNeil  | C Jauffret C McNeil  | 2  | 3 |                      |                      |                      |                      |                      |                      |                      |            |            |            |            |            |  |
|  |             | Capucine Jauffret Christasha McNeil    | Capucine Jauffret Christasha McNeil    | 6           | 6           |  |  |                      | C Jauffret C McNeil         | C Jauffret C McNeil         | 6                    | 6                    |    |   |                      |                      |                      |                      |                      |                      |                      |            |            |            |            |            |  |
|  |             | Lucie Urbanová Antonia Vergara Rivera  | Lucie Urbanová Antonia Vergara Rivera  | 6           | 6           |  |  |                      | L Urbanová A Vergara Rivera | L Urbanová A Vergara Rivera | 4                    | 3                    |    |   |                      |                      |                      |                      |                      |                      |                      |            |            |            |            |            |  |
|  | 2           | Emerson Jones Vittoria Paganetti       | Emerson Jones Vittoria Paganetti       | 3           | 0           |  |  |                      |                             |                             |                      |                      |    |   |                      |                      |                      |                      |                      |                      |                      |            |            |            |            |            |  |

## References
1. ↑   Best photos of the juniors doubles finals at the 2023 US Open, su usopen.org, 9 settembre 2023. URL consultato il 5 settembre 2024.